# Giornate Rosse allistine
Le Giornate Rosse Allistine si inseriscono nel contesto delle lotte contadine ad Alliste per la firma dei patti agrari alla fine della prima guerra mondiale.

## Il primo dopoguerra nel Salento
Nell'immediato dopoguerra ripresero, con maggiore intensità e con ben diversa motivazione ideologica, le lotte contadine bruscamente interrotte dallo scoppio della Grande Guerra.
Tra il 1919 e il 1922 il Salento fu pertanto sconvolto da un'ondata di scioperi, occupazioni di terre e altre forme di lotta che solo in parte erano riconducibili negli schemi del rivendicazionismo tradizionale, in quanto la massiccia presenza socialista nelle organizzazioni dei contadini cercava di dare unità d'azione alle loro lotte, indirizzandole verso obiettivi politici oltreché economici.
Del resto le richieste massimalistiche dei socialisti, la nascita nel gennaio 1921 del partito comunista di dichiarata ispirazione rivoluzionaria e gli echi stessi della rivoluzione russa contribuirono a render ancor più convulso quel periodo, durante il quale le classi detentrici del potere intravedevano, dietro ogni moto operaio e contadino, lo spettro del bolscevismo. Fu così che si giunse ad un vero e proprio scontro di classe, dove alle Leghe di resistenza contadina si vennero a contrapporre, a tutela degli interessi della borghesia agraria, gli agguerriti Fasci di combattimento.
È in questo clima, che vanno inserite le vicende allistine svoltesi ai primi di aprile del 1921, alle quali si è dato il nome di Giornate Rosse non tanto per uno scontato riferimento al biennio rosso o per la presenza del «noto organizzatore socialista» Beniamino Arma (della Camera del Lavoro di Lecce), quanto per la consapevolezza dei contadini di aver dato vita ad un'azione rivoluzionaria.

## Proclamazione dello sciopero
Il 31 marzo 1921, in seguito al mancato accordo tra la lega dei contadini ed i proprietari terrieri allistini, venne indetto lo sciopero per il giorno successivo.
L'indomani giunse ad Alliste un funzionario della prefettura che convinse i contadini a revocare lo sciopero, ma non gli agrari a sedersi al tavolo delle trattative. Il 2 e il 3 aprile si svolsero degli incontri tra i rappresentanti delle leghe di Alliste, Racale, Taviano e Melissano che per il 4 aprile proclamarono uno sciopero da svolgersi contemporaneamente nei quattro paesi.

## L'occupazione del Municipio
Alle ore 10 del 4 aprile 1921, il capolega Cosimo Panico si recò pertanto in municipio per consegnare al sindaco Vincenzo Vergari il testo del "concordato" da sottoporre alla firma dei proprietari.
Nel frattempo, la massa dei contadini stazionava minacciosa davanti al municipio impedendo a chiunque di uscirvi, se prima non si fosse firmato il patto: avvenne così che il sindaco, l'assessore Pasquale Trianni ed il segretario comunale Giuseppe De Matteis rimasero «sequestrati» per l'intera giornata all'interno del Municipio.
Il sindaco Vergari, a nome dei proprietari,  prometteva che il lavoro non sarebbe mancato per nessuno in Alliste e che i salari sarebbero stati equivalenti a quelli dei Paesi vicini. I contadini volevano però fatti, non parole, e perciò chiedevano con sempre maggiore insistenza che i proprietari si recassero in Municipio per la firma: se non lo avessero fatto spontaneamente, pretendevano che fossero «tradotti anche coi ferri a mezzo dei RR. CC.».
Di fronte al tergiversare del sindaco, la tensione saliva e si giunse a minacciare mali estremi, quali ad es. l'incendio del municipio. «Oggi è Repubblica e bisogna far sangue» fu lo slogan più emblematico fra quelli urlati in piazza in quei giorni.

## Una nuova coscienza politica
L'espressione Oggi è Repubblica dà lo spessore di quegli avvenimenti: non si trattava più della cieca esplosione del malcontento contadino, quale più volte si era manifestato nel passato, ma di una lotta animata dalla nuova coscienza della stretta connessione tra rivendicazioni economiche e scelte politiche. In «Oggi è Repubblica» si avverte poi l'eco della Repubblica Neretina ed in entrambe, come in tutti gli altri moti di quegli anni, fanno da sottofondo la rivoluzione sovietica e tutto ciò che questa evocava nell'immaginario collettivo.

## Fine dell'occupazione
Nonostante volassero minacce e intimidazioni, verso sera si era ancora in una fase interlocutoria, in quanto il sindaco Vergari si era rifiutato di impartire l'ordine che gli agrari fossero «tradotti anche coi ferri» in municipio per la firma del contratto agrario. Se la situazione non degenerò nella bruta violenza, fu dovuto all'autocontrollo dei contadini che, verso le 19, decisero di porre fine alla manifestazione, avendo ricevuto dal sindaco l'assicurazione che l'indomani sarebbero stati convocati in municipio i proprietari.
Un'ora dopo il sindaco Vergari, tuttavia, inviò un telegramma al prefetto per comunicargli d'esser stato sequestrato dai contadini per circa dieci ore e, soprattutto, per richiedergli l'urgente invio di «forte rinforzo con funzionario pubblica sicurezza». Subito dopo il prefetto di Lecce telegrafò al sottoprefetto di Gallipoli ordinandogli di provvedere alla tutela dell'ordine pubblico ad Alliste.
L'indomani i contadini bloccarono le vie d'ingresso al paese e gli amministratori comunali decisero di tener chiuso il municipio e, pur continuando i tentativi di conciliazione, alla fine della giornata si era ancora in una situazione di stallo.

## Firma del concordato
Il 6 aprile, rimosse le barricate, fu riaperto il Municipio: a Racale e Melissano venne in quel giorno siglato il patto tra contadini e agrari, ma ad Alliste la situazione continuava a rimaner difficile, anche se era tenuta sotto controllo dal massiccio afflusso dei regi carabinieri e di un'autoblindata che vigilava per le vie del paese. Tuttavia, essendosi sfaldato il fronte degli agrari dopo gli accordi raggiunti a Racale e Melissano, anche il padronato allistino scese a patti con i contadini.
Il 7 aprile, pertanto,  i proprietari terrieri allistini apposero la firma sul concordato, che recepiva in toto le richieste contadine.

## Galleria d'immagini

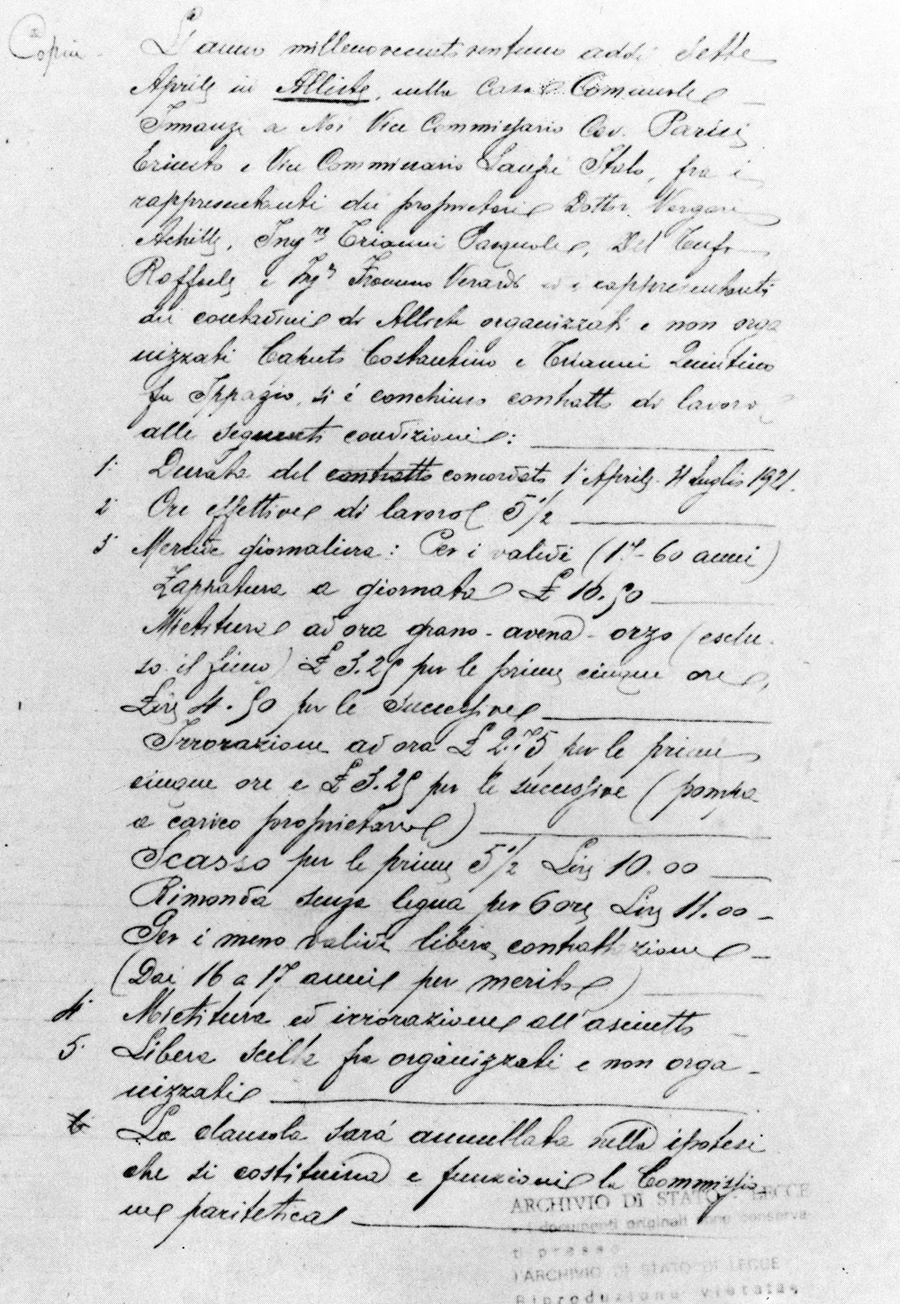
Concordato. Lato A.
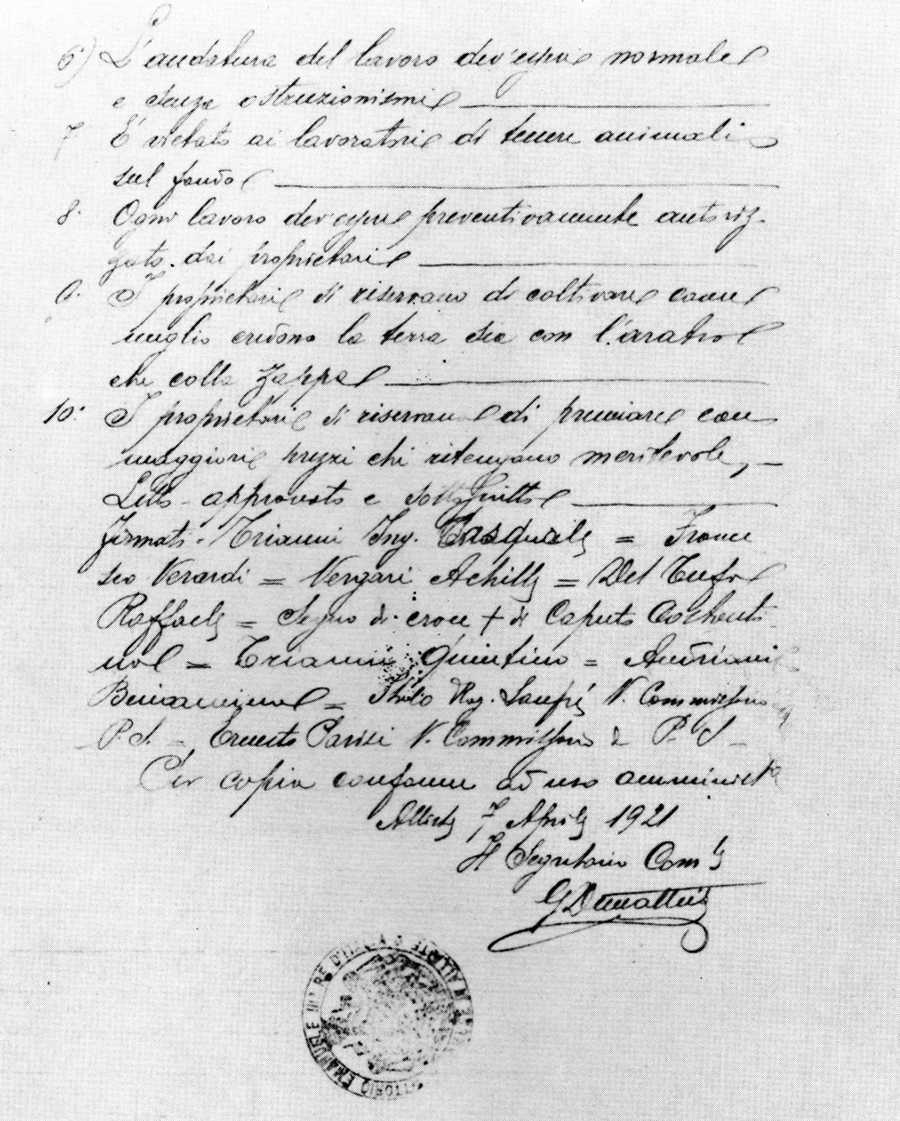
Concordato. Lato B.
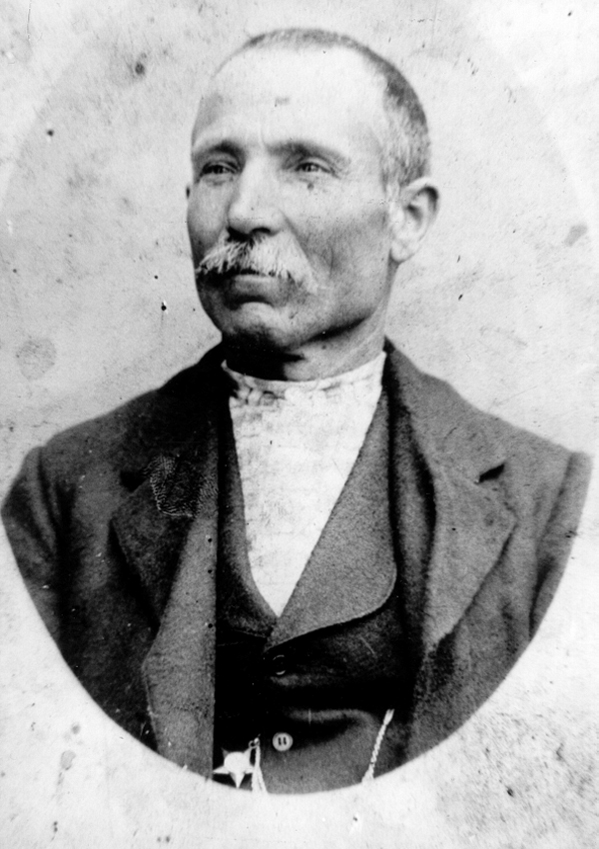
Cosimo Panico, capolega (1856-1936).